# Less (Unix)
Pour les articles homonymes, voir Less.
less est une commande Unix permettant de visualiser un fichier texte page par page (sans le modifier). Sa fonction est similaire à la commande more, mais permet en plus de revenir en arrière ou de rechercher une chaîne. Contrairement à vi (qui permet aussi de visualiser des fichiers), less n'a pas besoin de charger entièrement le fichier en mémoire et s'ouvre donc très rapidement même pour consulter de gros fichiers.

## Histoire
less a été écrit par Mark Nudelman entre 1983 et 1985, voulant une version de more capable de revenir en arrière lors de la visualisation d'un texte. En anglais, more et less sont des antonymes, more signifiant plus (fait référence au fait que cette commande permet de visualiser plus de pages), le nom less est un jeu de mots signifiant more à l'envers.
La commande less est aujourd'hui maintenue pour le projet GNU par son auteur Mark Nudelman. Elle est distribuée avec la plupart des systèmes Unix.

## Utilisation
less possède plusieurs options permettant de modifier son affichage, par exemple en rajoutant le numéro des lignes. Ces options varient d'un Unix à l'autre. Pendant que less affiche le contenu d'un fichier, diverses commandes permettent de naviguer (empruntées en partie à more et vi).
Il est ainsi possible de rechercher des chaînes de caractères comme dans un éditeur de texte.
Par défaut, less affiche le contenu du fichier d'entrée dans la sortie standard (page par page). Si la sortie est redirigée vers autre chose qu'un terminal, par exemple vers une autre commande, less se comporte comme la commande cat.
Sa syntaxe est :
```
less [options] <fichier>
```

## Exemples
```
less -M readme.txt                     # Afficher "readme.txt" avec les informations de position

file * | less                          # affichage plus pratique du résultat de la commande 'file'

grep -rin void *.c | less -SI -p void  # recherche améliorée de la chaîne "void"

```